# Kolešino
Kolešino (en macédonien Колешино) est un village du sud-est de la Macédoine du Nord, situé dans la commune de Novo Selo. Le village comptait 845 habitants en 2002. Situé dans le massif de la Belassitsa, il est connu pour sa cascade.

## Démographie

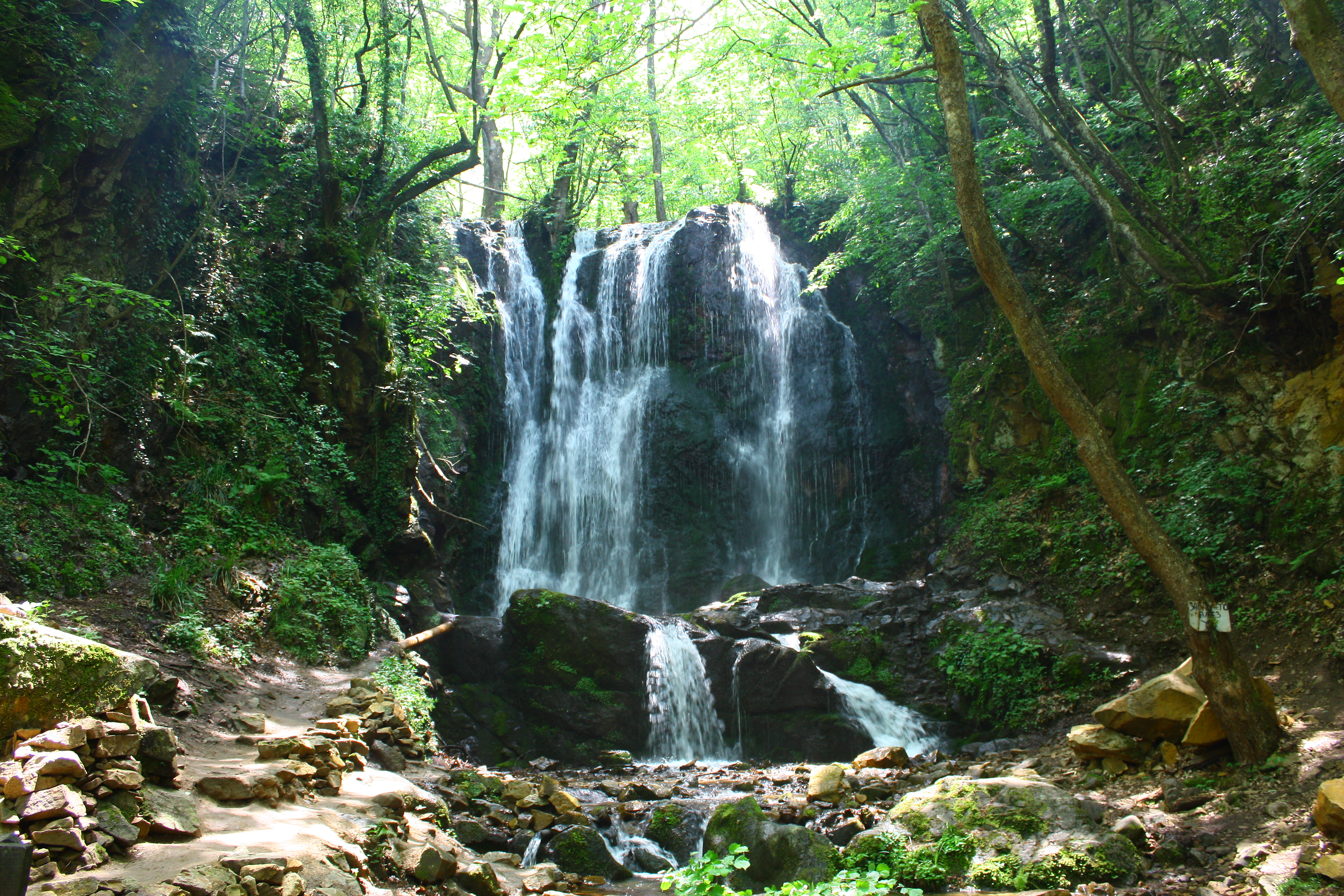
La cascade de Kolešino

Lors du recensement de 2002, le village comptait :
- Macédoniens : 838
- Serbes : 3
- Autres : 4